# Quartaro
Der Quartaro war ein italienisches Volumenmaß. Unterschied in der Größe des Maßes machte die Ware zum Messen aus und zum anderen die Region.

## Getreidemaß
Die Maßangaben des Getreidemaß beziehen sich auf Mailand.
- 1 Quartaro = 230 ⅜ Pariser Kubikzoll = 4 5/9 Liter
- 2 Quartari = 1 Starello
- 4 Quartari = 1 Staro
- 32 Quartari = 1 Moggio
- 64 Quartari = 1 Rubbo
- 896 Quartari = 1 Mina

## Flüssigkeitsmaß

### Allgemein
- 1 Quartaro = 4 Pinte = 8 Boccali = 300 Pariser Kubikzoll = 5 19/20 Liter
- 2 Quartaro = 1 Mina
- 4 Quartaro = 1 Stara
- 12 Quartaro = 1 Brenta

### Sizilien
Auf Sizilien waren beim Weinmaß  8 Quartari eine Salma und für eine Tonna waren 96 Quartari erforderlich.
- Messina und Palermo 1 Quartaro = 1,5 Quartucci = 552 Pariser Kubikzoll = 10,9 Liter
- Syrakus 1 Quartaro = 490 ⅝ Pariser Kubikzoll = 9,7 Liter